# بيونير 4
بيونير 4 (بالإنجليزية: Pioneer 4)‏ مركبة فضائية غير مأهولة أطلقت في إطار برنامج بيونير بهدف التحليق بالقرب من القمر وبداخل المدار الشمسي المركز مما جعلها أول مسبار أمريكي يتحرر من جاذبية الأرض.